# Nerita costata
Nerita costata is een slakkensoort uit de familie van de Neritidae. De wetenschappelijke naam van de soort is voor het eerst geldig gepubliceerd in 1791 door Johann Friedrich Gmelin.